# Ernste Absicht
Ernste Absicht ist ein Roman von Gabriele Wohmann, der 1970 bei Luchterhand in Neuwied erschien. Im darauffolgenden Jahr bekam die Autorin für ihren Roman den Literaturpreis der Stadt Bremen. Halina Leonowicz übertrug den Text 1974 ins Polnische: Poważna decyzja.

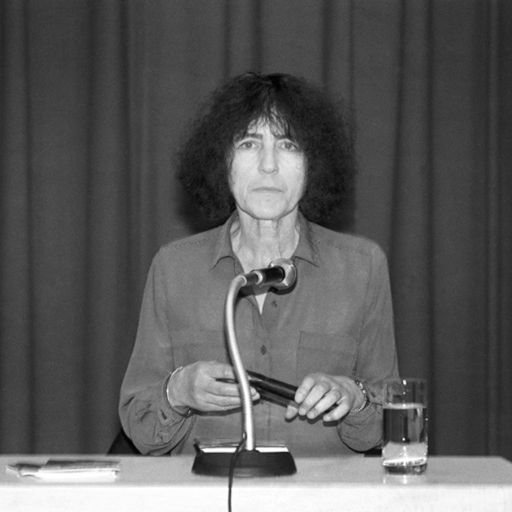
Gabriele Wohmann (1992)

## Titel
Ein Klinikaufenthalt der Ich-Erzählerin in ihrem „krebsigen Bett“ auf Privatstation 6, Zimmer 606, wird – teilweise auf die Minute genau – protokolliert. In solchen Häusern wird geboren und gestorben. Geburt und Sterben assoziieren Optimismus und Pessimismus. Die Erzählerin, eine erfolgreiche Schriftstellerin, überlebt den lebensgefährlichen chirurgischen Eingriff – im Roman Anlass zu ihrem markigen Schlusssatz: „Ich sterbe, am Leben, immer weiter.“ Die große Ungerechtigkeit: Während die Schriftstellerin, Mutter eines 15-jährigen schwer erziehbaren Sohnes namens Rock, dank ärztlicher Kunst immer weiter und weiter leben darf, muss im benachbarten I-Bau ein kleines Mädchen an einer Infektion sterben. Zu diesem Pessimismus liefert die Erzählerin eine ihrer ungezählten Gedankenkonstruktionen: Was wäre, wenn die genesende Schreiberin ihren ungefährdeten Balkon verließe und sich – einfach so – in die nächste Nähe der sterbenden Kleinen begäbe? Antwort: Das wäre der sichere Suizid. Die Ich-Erzählerin artikuliert das als potentielle Selbstmörderin so: „Nah beim sterbenden Kind... das sind ernste Absichten.“ Glücklicherweise bleibt es beim unverbindlichen Gedankenspiel.

## Inhalt
Zeit und Ort: Die Erzählerin, weder der katholischen noch der protestantischen Konfession zugehörig, ist über ein paar Tage – die in der Zeit nach dem 26. Juni 1968 liegen – in oben genannter Klinik untergebracht.
Geredet wird viel. Es passiert wenig. Die Erzählerin ist geschieden, kommt aber nicht von ihrem Ex, einem frühpensionierten Theologen, los. Nachdem der ehemalige Ehemann die Leitung des protestantischen Diakonissenhauses Bethesda, in dem Debile untergebracht sind, aufgegeben hatte, wurde ihm und seiner Familie eine Notwohnung zugewiesen. Der Liebhaber der Erzählerin ist der Möchtegern-Schriftsteller Rubin. „Das ungeheuerliche liebenswerte schwierige Unikum“ mit den Goldpunkten in den braunen Augen lebt mit der norddeutschen Martha in „holpriger Ehe“. Beide haben eine ebenfalls 15-jährige und ebenfalls schwer erziehbare Tochter: Ruth. Das Mädchen wurde beizeiten defloriert. Danach schauten ihre Kniekehlen mit der Zeit immer hübscher aus.
Der Professor persönlich wird die Erzählerin operieren und spricht zwar mit der Patientin über die in ihrem Leib „gewachsenen Gewächse“, wird aber erst nach dem histologischen Befund über deren Gutartigkeit Bescheid wissen und nicht eher aussagen können. Schwester Christel macht „unser Einläufchen“. Die Erzählerin unterschreibt ihr Einverständnis zu der OP. Schwester Charla freut sich über den „specklosen Bauch“ der Patientin. Da habe der Professor „nicht viel durchzusäbeln“.
Der Professor entschließt sich zu einem horizontalen Schnitt – so dass die Narbe schön wird. Nach der offenbar gelungenen OP darf die Patientin ein klein wenig Tee trinken – so behauptet sie. Die frisch Operierte quält der Durst. Endlich verabreicht ihr Schwester Christel ein „Aufstehspritzchen für den Kreislauf“.
Tage nach der OP versammelt sich die Familie am Krankenbett. Rock fehlt. Die Erzählerin mutmaßt: „Er fürchtet sich vor seiner Mutter.“

## Form
Das Wenige oben Erwähnte kann vielleicht als sicher angesehen werden.
Mehr oder weniger flotte Sprüche sind in dem Buch genug auffindbar: „… wir sind zu alte kleine Kinder...“ Der zentrale Satz des Werkes aber heißt: „Ich sterbe täglich,...“ Das ist überhaupt kein Pessimismus, denn Zeilen später kommt der Appell: „...laßt uns essen und trinken, denn morgen sind wir tot.“ Langer Rede kurzer Sinn – in dem Buch geht es um „die lebendige Sterberei“.
Der Text darf nicht allzu ernst genommen werden. Die Erzählerin legt Zeitzünder unter die Idyllen und schöpft die virtuellen Möglichkeiten der Wörter – was immer das ist – aus. Von „Wahnbildungen“, also von der Amentia, ist die Rede.
„Der gehetzte, der gurgelnde Ton sich überschlagender Assoziation“ ist nicht jedermanns Sache. Wer sich, unbeeindruckt von den „aufschäumenden Kaskaden einer Erinnerung und Reflexion“ durch den vorliegenden Text beißt, kann Sinn entdecken und auch mitunter in Sprache gegossene Sinnlichkeit registrieren.
Angesichts der problematischen OP durchzieht der Gedanke an das Sterben den ganzen Roman. Die Erzählerin meint: „Das Leben ist zum Sterben da“ und ist sich darüber im Klaren: „Ich weiß, daß ich nicht ICH STERBE sagen kann, denn mein Verschwinden beginnt, bevor ich das ganze Ereignis mitbekomme.“ Die Sache ist so: „Uns kann keiner mehr helfen. Wir sterben sehnsuchtsvoll lebenshungrig vor uns hin.“
Die Beschreibung des Krankenhausalltages wird aufgelockert durch weitschweifige, immer einmal unterbrochene Ausflüge in die Vergangenheit. Da sind zu nennen: Der Rom-Aufenthalt der schriftstellernden Erzählerin als Stipendiatin in der Villa Massimo sowie eine Fülle von Eskapaden mit Rubin. Der nennt sich „einen wahren Idioten“ und möchte den grundlegenden Briefroman Wahrheit verfassen. Doch Rubin kommt mit seiner „Prosazirkusnummer“, in der es „universal und kosmisch zugeht“, nicht erkennbar vorwärts. Die Erzählerin hat gegenüber ihrem Rubin einen Vorzug. Sie kommt beim Schreiben ohne „Synonymenlexikon“ aus.
Herausragendes, fast nichtssagendes Formelement ist die unablässige Wiederholung – zum Beispiel eines Satzes – Wort für Wort. Wird die manchmal darauffolgende Negation mitgezählt, kann bald von Repetitio gegen unendlich gesprochen werden. Im Bett hat die Patientin während der Rekonvaleszenz sehr viel Zeit zum Denken. Mit der Niederschrift der Denkergebnisse und vor allem der Denkansätze in staccato wird nicht gespart. Das Buch lebt von Erinnerungen an die Zeit vor der OP.

## Vermischtes
Die Erzählerin macht sich über alles Mögliche Gedanken: Wie hoch liegt die obere Altersgrenze für lesbische Liebe?
Sinnlichkeit
Ehebruch: Wenn der Ehemann, der tagelang außer Haus übernachtet hat, heimkommt, guckt die gestandene, also misstrauische Hausfrau zuerst auf den Hosenschlitz. Dessen Beschaffenheit verrät manches.
Die Erzählerin gehört zu den glücklichen Frauen, die Rubin noch nicht verlassen hat. Sie entschuldigt sich: Ihr Kopf wisse nicht, was der Unterleib gerade tue. Sie trägt – entgegenkommend, wie sie nun mal ist – einen vorne aufknöpfbaren Rock. Respektlos persifliert die Erzählerin Goethes Selige Sehnsucht: „Beischlaf. Göttlicher Beischlaf, höhere Begattung...“ Es geht um den Sex der Erzählerin mit Rubin. Alles macht sie nicht mit. Zum Beispiel will sie nicht im Hotel-Lift. Gewöhnlich beginnt jene Annäherung mit Gegeneinanderreiben der Beine unterm Tisch. Für diese Aktivität ist nicht Rubin, sondern die Erzählerin zuständig.
Warum nennt sich Rubin einen Idioten? Vielleicht weil er meint, der „Gipfelpunkt der Liebe“ wäre durchaus erklimmbar. Wie denn nun? Ganz einfach: Mit der eigenen Tochter kohabitieren.
Die Erzählerin schreibt über die ehemaligen Rubinschen Liebesgenossinnen, deren papierne Abbilder Martha wie Familienfotos verwahrt, also – genauer gesagt – über Rubins „Abtrünnigkeiten... in außerehelichen Vaginen“: „Rubins Umarmungen sind immer erfolgreich“. Jedoch sie relativiert: „Die wissenschaftliche Behauptung von der besten Erreichbarkeit der Klitoris... leuchtet uns wieder nicht ganz ein.“
Schweigen sei kein Scheidungsgrund, doch Reden schon.
Lebenshilfe
- „Schlechte Träume gehen... auf abendliche Ernährungsfehler zurück.“[29]
- Trotz der zahlreichen Gräber Krebstoter sieht die Erde aus der Entfernung saphiren aus.[30]
- „Keinen Pfennig für den Freitod.“[31]

Philosophie
Das Thema „Sterberei“ provoziert bei der über hunderte eng beschriebene Seiten hinweg phantasierenden Erzählerin tiefer dringende banale Unlösbarkeiten: „...über den Tod liegen trotz einer ins Unendliche gehenden Anzahl von Zeugen keine Erfahrungsberichte vor.“ Da hilft nur Probieren: „Weil ich so gern lebe, denke ich, ich sollte sterben.“

## Rezeption
- Nach Blöcker könnte es möglich sein, dass Gabriele Wohmann streckenweise über sich selbst schreibt. Dafür sprächen zum Beispiel jene Einsprengsel, die Villa Massimo betreffend. In seiner „Überfülle des ausgebreiteten Materials“ erscheine der Text mehr als Protokoll denn als Kunstwerk.
- Häntzschel[34] konstatiert, die Erzählerin – erfolgreiche Schriftstellerin, Ende dreißig – vermag ihr Leben zwischen zwei Männern nicht zu ordnen. Gabriele Wohmann halte die der Thematik angemessene Technik des Bewusstseinsstroms romanglobal durch und bringe „ihre eigene Krise“ bedrückend genau ein. Die Autorin sei allerdings Jahre später von ihrem Buch abgerückt.[35]
- Das Romanwerk der Autorin – immerhin im Jahr 1994 auf elf der siebzehn bekanntgewordenen Titel angewachsen – wird vom Bearbeiter in Barners Literaturgeschichte mit einem Satz abgetan: „Es sind nicht die häufig in Monotonie ausufernden Romane Gabriele Wohmanns wie Ernste Absichten [gemeint ist Ernste Absicht] (1970), Schönes Gehege (1975) oder Frühherbst in Badenweiler (1978), die ihr erzählerisches Vermögen unter Beweis stellen (auch wenn diesen Romanen ihr eigentlicher schriftsellerischer Ehrgeiz gilt), sondern Geschichten wie beispielsweise Treibjagd, die ihre Erzählvirtuosität bezeugen.“[36]

### Erstausgabe
- Ernste Absicht. Roman. Luchterhand, Neuwied 1970, 487 Seiten

### Verwendete Ausgabe
- Ernste Absicht. Roman. Piper (Serie Piper Bd. 1698), München 1992, 281 Seiten, ISBN 3-492-11698-1

### Sekundärliteratur
- Günter Blöcker: Ein Hauch von Frustration. S. 69–72 in: Gabriele Wohmann. Materialienbuch. Einleitung von Karl Krolow. Bibliographie von Reiner Wohmann. Herausgegeben von Thomas Scheuffelen. Luchterhand, Darmstadt und Neuwied 1977, 150 Seiten, ISBN 3-472-61184-7
- Rolf Michaelis: Die lebendige Sterberei. S. 72–77 in: Gabriele Wohmann. Materialienbuch. Einleitung von Karl Krolow. Bibliographie von Reiner Wohmann. Herausgegeben von Thomas Scheuffelen. Luchterhand, Darmstadt und Neuwied 1977, 150 Seiten, ISBN 3-472-61184-7
- Günter Häntzschel, Jürgen Michael Benz, Rüdiger Bolz, Dagmar Ulbricht: Gabriele Wohmann. Verlag C. H. Beck, Verlag edition text + kritik, München 1982, Autorenbücher Bd. 30, 166 Seiten, ISBN 3-406-08691-8
- Wilfried Barner (Hrsg.): Geschichte der deutschen Literatur. Band 12: Geschichte der deutschen Literatur von 1945 bis zur Gegenwart. Beck, München 1994, 1116 Seiten, ISBN 3-406-38660-1